# Metal Gear Solid: Portable Ops Plus
 (mars 2020).
Si vous disposez d'ouvrages ou d'articles de référence ou si vous connaissez des sites web de qualité traitant du thème abordé ici, merci de compléter l'article en donnant les références utiles à sa vérifiabilité et en les liant à la section « Notes et références ».
Metal Gear Solid: Portable Ops Plus est un jeu vidéo d'action-infiltration développé par Kojima Productions et édité par Konami sur PlayStation Portable en 2007. Il s'agit d'un add-on de Metal Gear Solid: Portable Ops de Hideo Kojima.

## Description
Le jeu est surtout basé sur le mode online. L'histoire originale est ici absente. Un nouveau mode apparaît dans lequel on doit passer d'un niveau à l'autre sans se faire repérer. Dans le dernier niveau, le joueur doit exterminer tous les soldats. Un mode de recrutement en ligne est dorénavant disponible.

## Personnages jouables
En plus des nouveaux modes, le jeu propose une ribambelle de nouveaux personnages jouables :
- Old Snake (version Metal Gear Solid 4: Guns of the Patriots)
- Raiden
- Campbell jeune
- Null
- Teliko Friedman (de Metal Gear Acid)
- Venus (de Metal Gear Acid 2)
- Les soldats Gurlukovitch.
- Les renforts Gurlukovitch high-tecs gear (ceux avec les casques) de la Big Shell.
- Les arsenal high-tec gear tengus (soldats de l'arsenal gear)
- Les soldats génomes qui peuvent changer de couleur avec des pots de peinture.
- Les SEAL (de Metal Gear Solid 2: Sons of Liberty).
- Johnny (de Metal Gear Solid 3: Snake Eater).
- On peut aussi importer les soldats de Portable Ops dans le jeu.